# Dewey Martin
Dewey Martin (Katemcy, 8 dicembre 1923 – San Pedro, 9 aprile 2018) è stato un attore statunitense.

## Biografia
Nativo di Katemcy, Texas, per un periodo da adolescente visse a Florence, Alabama.
Martin si unì alla US Navy nel 1940 e servì come pilota Grumman F6F Hellcat sul fronte del Pacifico. Abbattuto nel 1945, fu tenuto prigioniero di guerra fino alla resa del Giappone.
Dopo una breve esperienza teatrale, Martin debuttò sul grande schermo con due brevi ruoli non accreditati nel film I bassifondi di San Francisco (1949) e Bastogne (1949). Due anni più tardi il suo percorso artistico incrociò per la prima volta quello del regista Howard Hawks nel film di fantascienza La cosa da un altro mondo (1951). La pellicola venne ufficialmente diretta da Christian Nyby, ma Hawks vi svolse un fondamentale ruolo di ideatore, sceneggiatore e attivo supervisor, mentre era in attesa di girare il western Il grande cielo.
Ne La cosa da un altro mondo, Martin interpretò il ruolo del sergente Bob, uno dei componenti dell'equipaggio che viene inviato al Polo Nord per indagare su un misterioso disco volante, dall'esplosione del quale viene alla luce una creatura antropomorfa che seminerà terrore e morte, prima di essere definitivamente distrutta. L'interpretazione consentì a Hawks di verificare le potenzialità di Martin, che doveva appunto recitare di lì a poco ne Il grande cielo.
Il grande cielo riunì Martin al già affermato Kirk Douglas, nell'avventurosa vicenda di un gruppo di esploratori che risalgono il Missouri verso il Montana, con l'obiettivo di rifornirsi di pelli presso la tribù dei Piedi Neri. Martin interpretò lo scorbutico Boone Caudill, un giovane dalla rissa facile che fa amicizia con l'estroverso Jim Deakins (interpretato da Douglas). Le esperienze vissute fianco a fianco porteranno Deakins a maturare e ad assumersi le proprie responsabilità, e condurranno Boone all'autocoscienza e alla consapevolezza di essere diventato adulto.
Martin proseguì la carriera cinematografica senza tuttavia riuscire a emergere definitivamente. Nel 1955 ebbe nuovamente l'opportunità di essere diretto da Howard Hawks nel film storico La regina delle piramidi (1955), nel quale interpretò il ruolo di Senta, il figlio dell'architetto Vashtar (James Robertson Justice), incaricato dal faraone Cheope della costruzione di una piramide per la quale Vashtar ha ideato un labirinto interno le cui porte sono studiate per chiudersi ermeticamente con un congegno a sabbia. Il personaggio di Senta è depositario del segreto poiché il ragazzo deve aiutare il padre la cui vista si è ormai indebolita.
Nello stesso anno, Martin interpretò il ruolo del fratello minore di Humphrey Bogart nel drammatico Ore disperate, mentre due anni più tardi fu coprotagonista accanto a Dean Martin della commedia 10.000 camere da letto (1957), primo film dell'attore e cantante dopo la separazione da Jerry Lewis.
Dal 1956 al 1958 Dewey Martin fu sposato con la cantante Peggy Lee.
L'attore passò al piccolo schermo a partire dal 1955, partecipando a molte serie antologiche e western. Tra i suoi ruoli, quello dell'esploratore Daniel Boone nella serie Disneyland, che egli interpretò in quattro episodi nel 1960-1961. Numerose le sue apparizioni televisive durante gli anni sessanta, da Ai confini della realtà (1960), La legge di Burke (1963-1964), a Hawaii Squadra Cinque Zero (1970).
Martin iniziò a rallentare l'attività nella prima metà degli anni settanta. La sua ultima apparizione sulle scene risale al 1978 in un episodio del telefilm poliziesco Sulle strade della California, prima del ritiro definitivo.

## Filmografia

### Cinema
- I bassifondi di San Francisco (Knock on Any Door), regia di Nicholas Ray (1949)
- Bastogne (Battleground), regia di William A. Wellman (1949)
- The Golden Gloves Story, regia di Felix E. Feist (1950)
- I predoni del Kansas (Kansas Raiders), regia di Ray Enright (1950)
- La cosa da un altro mondo (The Thing from Another World), regia di Christian Nyby (1951)
- Jeff lo sceicco ribelle (Flame of Araby), regia di Charles Lamont (1951)
- Il grande cielo (The Big Sky), regia di Howard Hawks (1952)
- Tennessee Champ, regia di Fred M. Wilcox (1954)
- Prisoner of War, regia di Andrew Marton (1954)
- I valorosi (Men of the Fighting Lady), regia di Andrew Marton (1954)
- La regina delle piramidi (Land of the Pharaohs), regia Howard Hawks (1955)
- Ore disperate (The Desperate Hours), regia di William Wyler (1955)
- Cavalry Patrol, regia di Charles Marquis Warren (1956) – film tv
- Donne... dadi... denaro! (Meet Me in Las Vegas), regia di Roy Rowland (1956)
- Anche gli eroi piangono (The Proud and Profane), regia di George Seaton (1956)
- 10.000 camere da letto (Ten Thousand Bedrooms), regia di Richard Thorpe (1957)
- Il giorno più lungo (The Longest Day), regia di Ken Annakin e Andrew Marton (1962) (scene cancellate)
- Sam il selvaggio (Savage Sam), regia di Norman Tokar (1963)
- Flight to Fury, regia di Monte Hellman (1964)
- Assault on the Wayne, regia di Marvin J. Chomsky (1964) – film tv
- Wheeler and Murdoch, regia di Joseph Sargent (1973) – film tv
- Seven Alone, regia di Earl Bellamy (1974)

### Televisione
- Playwrights '56 – serie TV, 1 episodio (1955)
- Studio One – serie TV, 1 episodio (1955)
- Front Row Center – serie TV, 1 episodio (1956)
- Lux Video Theatre – serie TV, 2 episodi (1956-1957)
- Studio 57 – serie TV, 1 episodio (1957)
- Climax! – serie TV, 5 episodi (1956-1958)
- Letter to Loretta – serie TV, 2 episodi (1958)
- June Allyson Show (The DuPont Show with June Allyson) – serie TV, episodio 1x06 (1959)
- Ai confini della realtà (The Twilight Zone) – serie TV, episodio 1x15 (1960)
- I racconti del West (Zane Grey Theater) – serie TV, 3 episodi (1957-1960)
- Disneyland – serie TV, 4 episodi (1960-1961)
- The Dick Powell Show – serie TV, episodio 2x23 (1963)
- Laramie – serie TV, 1 episodio (1963)
- Sotto accusa (Arrest and Trial) – serie TV, episodio 1x23 (1964)
- Death Valley Days – serie TV, 1 episodio (1964)
- La legge di Burke (Burke's Law) – serie TV, 2 episodi (1963-1964)
- The Outer Limits – serie TV, 1 episodio (1965)
- Le spie (I Spy) – serie TV, episodio 2x10 (1966)
- Lassie – serie TV, 2 episodi (1967)
- Hawaii Squadra Cinque Zero (Hawaii Five-O) – serie TV, 1 episodio (1970)
- Mannix – serie TV, 2 episodi (1970-1971)
- Missione impossibile (Mission: Impossible) – serie TV, 1 episodio (1972)
- F.B.I. (The F.B.I.) – serie TV, 1 episodio (1973)
- Joe Forrester – serie TV, 1 episodio (1975)
- Petrocelli – serie TV, 1 episodio (1975)
- Sulle strade della California (Police Story) – serie TV, 1 episodio (1978)

## Doppiatori italiani
- Gianfranco Bellini in Anche gli eroi piangono, Ore disperate, Sam il selvaggio, I valorosi
- Adolfo Geri in La cosa da un altro modo
- Mario Colli in Il grande cielo
- Cesare Barbetti in La regina delle piramidi